# Brån
Brån is een plaats in de gemeente Vännäs in het landschap Västerbotten en de provincie Västerbottens län in Zweden. De plaats heeft 55 inwoners (2005) en een oppervlakte van 11 hectare. De plaats ligt aan de rivier de Umeälven, net voorbij de plaats waar de rivieren Vindelälven en Umeälven samen komen en onder de naam Umeälven verder stromen. Net ten noordwesten van Brån aan de overzijde van de Umeälven ligt de plaats Vännäsby er is een brugverbinding met deze plaats.